# Ruslana Pyssanka

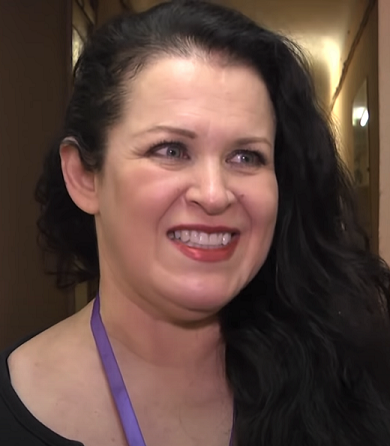
Ruslana Pyssanka, 2015

Ruslana Ihoriwna Pyssanka (ukrainisch Руслана Ігорівна Писанка (Писанко); * 17. November 1965 in Kiew, Ukrainische SSR; † 19. Juli 2022 in Kaiserslautern, Deutschland) war eine ukrainische Schauspielerin, Hörfunk- und Fernsehmoderatorin.

## Karriere
1995 schloss Ruslana Pyssanka ihr Studium an der Filmfakultät des Kiewer Staatlichen Kulturinstituts (ukrainisch Київський державний інститут) mit dem Hauptfach „Fernsehregisseur“ ab. Sie nahm am ukrainischen Fernsehprojekt Women’s Club teil. Zusammen mit Oleksij Diwjejew-Zerkownyj moderierte sie die Wettervorhersage, die sie in der Ukraine bekannt machte. 2006 nahm sie am Fernsehformat Dancing with the Stars teil. 2008 moderierte sie zusammen mit Wolodymyr Selenskyj, dem späteren Präsidenten der Ukraine, die Reality-Show Official Romance auf dem Fernsehsender Inter. 2010 nahm sie am Fernsehprojekt Zirka+Zirka beim Fernsehsender 1+1 teil und sang im Duett mit dem ukrainischen Opern- und Popsänger Wolodymyr Hryschko. 2017 nahm sie als Ehepaar mit ihrem Ehemann Igor Issakow an der 7. Staffel von Weighed and Happy auf STB teil. Danach moderierte sie die Sendung Wetter von Ruslana Pyssanka auf dem Radiosender Retro FM Ukraine und die Sendung Dein Tag auf 1+1.

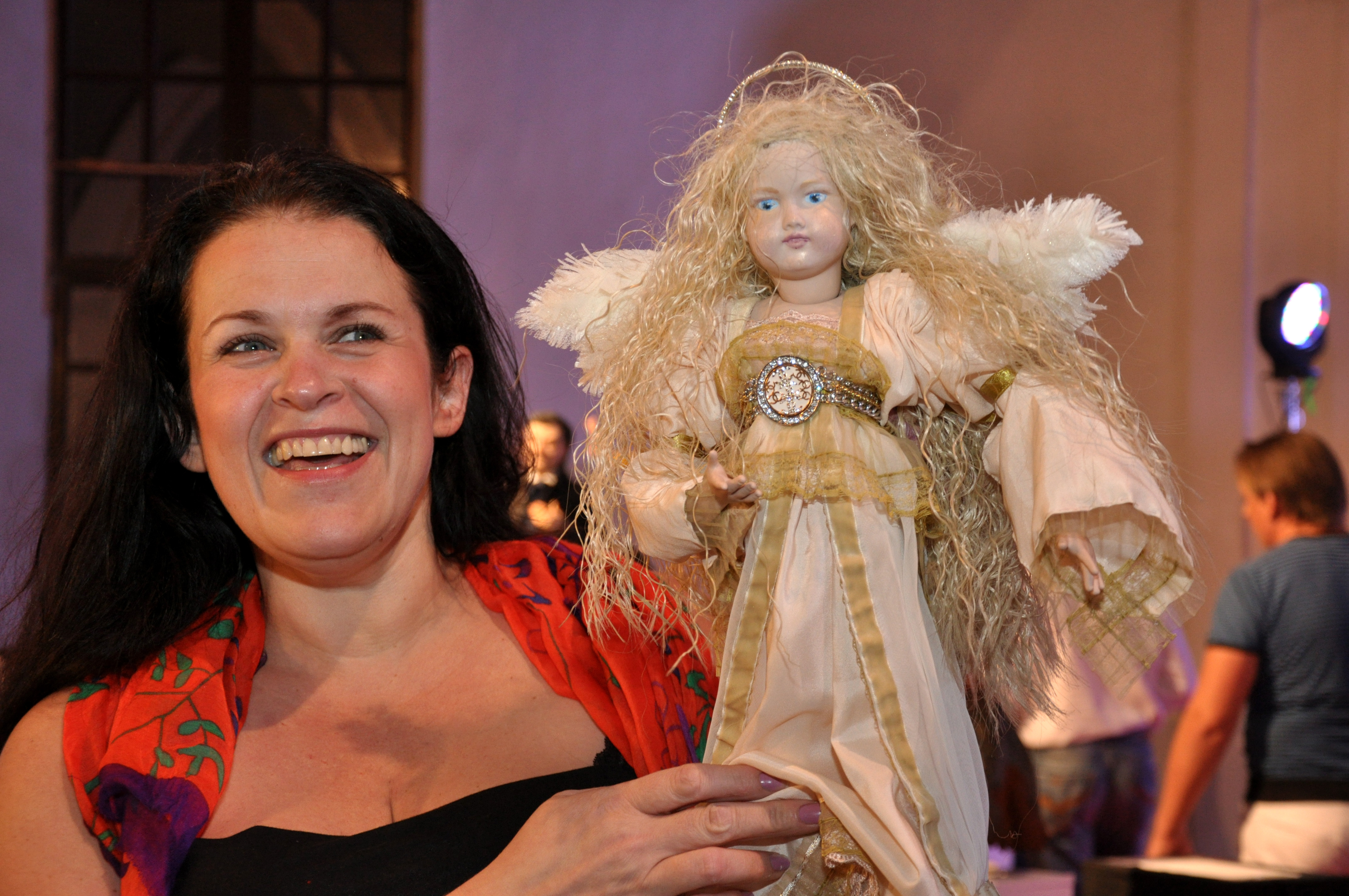
Ruslana Pyssanka (International Doll Salon „Kyjiwska kaska“, 2011)

Sie spielte, zumeist in kleineren Nebenrollen, in Filmen der Ukraine, Russlands, sowie aus Polen und den Niederlanden mit. So war sie unter anderem 1999 in dem polnischen Monumentalfilm Mit Feuer und Schwert und der darauf basierenden Miniserie (2001) zu sehen.

## Leben
Ab 2012 war sie mit dem Geschäftsmann Igor Issakow verheiratet. Sie hatte keine Kinder. Ihr Vater Ihor Pyssanko war ein bekannter Dokumentarfilmer und Kameramann sowie Preisträger des Schewtschenko-Preises 1973 für den Dokumentarfilm Soviet Ukraine.
Ruslana Pyssanka erlag am 19. Juli 2022 im Alter von 56 Jahren in Kaiserslautern, wo sie sich als Kriegsflüchtling aufhielt, ihrem Krebsleiden. Sie war im Februar 2022 mit den Söhnen ihres verstorbenen Bruders nach Deutschland geflüchtet. Ihr Ehemann blieb in der Ukraine und sorgte für ihre 80-jährige Mutter, die für die Flucht zu schwach war. Die Mutter starb bereits Ende März 2022.

## Filmografie (Auswahl)
- 1995: Moskal-Chariwnyk
- 1998: Die Prinzessin auf der Bohne (Printsessa na bobakh)
- 1999: Die Kreuzritter 5 – Mit Feuer und Schwert (Ogniem i mieczem)
- 2001: Ogniem i mieczem (Miniserie, 6 Folgen)
- 2008: Hand for Luck (Ruka na schaste)
- 2012: Rzhevsky Versus Napoleon (Ржевский против Наполеона)
- 2016: Nicky, der Drachenjäger (The Dragon Spell, Stimme)